# Parc national de Bald Rock
Le parc national de Bald Rock (littéralement parc national du rocher chauve) est un parc situé à environ 565 km au nord de Sydney en Nouvelle-Galles du Sud en Australie juste au nord de Tenterfield à la frontière avec le Queensland. De l'autre côté de la frontière, le parc national continue avec le parc national de Girraween.

## Description
Le parc doit son nom à son élément le plus marquant, le Bald Rock, un affleurement de granit  surplombant d'environ 200 mètres le paysage environnant. Mesurant environ 750 mètres de long et 500 mètres de large c'est le plus grand monolithe granitique d'Australie. L'accès au rocher se fait par une route goudronnée dans le parc et des sentiers de randonnée vers le sommet. Deux pistes sont balisées, une raide sur la face d'arrivée, ou une plus facile en passant dans le bush par l'arrière. Le sommet offre une vue panoramique sur la brousse environnante, mais la végétation sur le sommet empêche d'avoir une vue à 360°.
Le parc est dans la Granite Belt au nord de la Nouvelle-Angleterre, où il y a environ 220 millions d'années, une poussée de magma a abouti à l'intrusion du granite dans les roches métamorphiques et sédimentaires environnantes. Puis le soulèvement et l'érosion de la Nouvelle-Angleterre ont provoqué l'érosion de la majorité des sédiments et roches métamorphiques ne laissant que le granite beaucoup plus résistant aux intempéries.
Cette érosion a créé un paysage avec de nombreux inselbergs, blocs de granite en équilibre les uns sur les autres ou formant des arcs naturels. La piste permettant d'accéder à l'arrière du Bald Rock par exemple possède une arche.

## Galerie

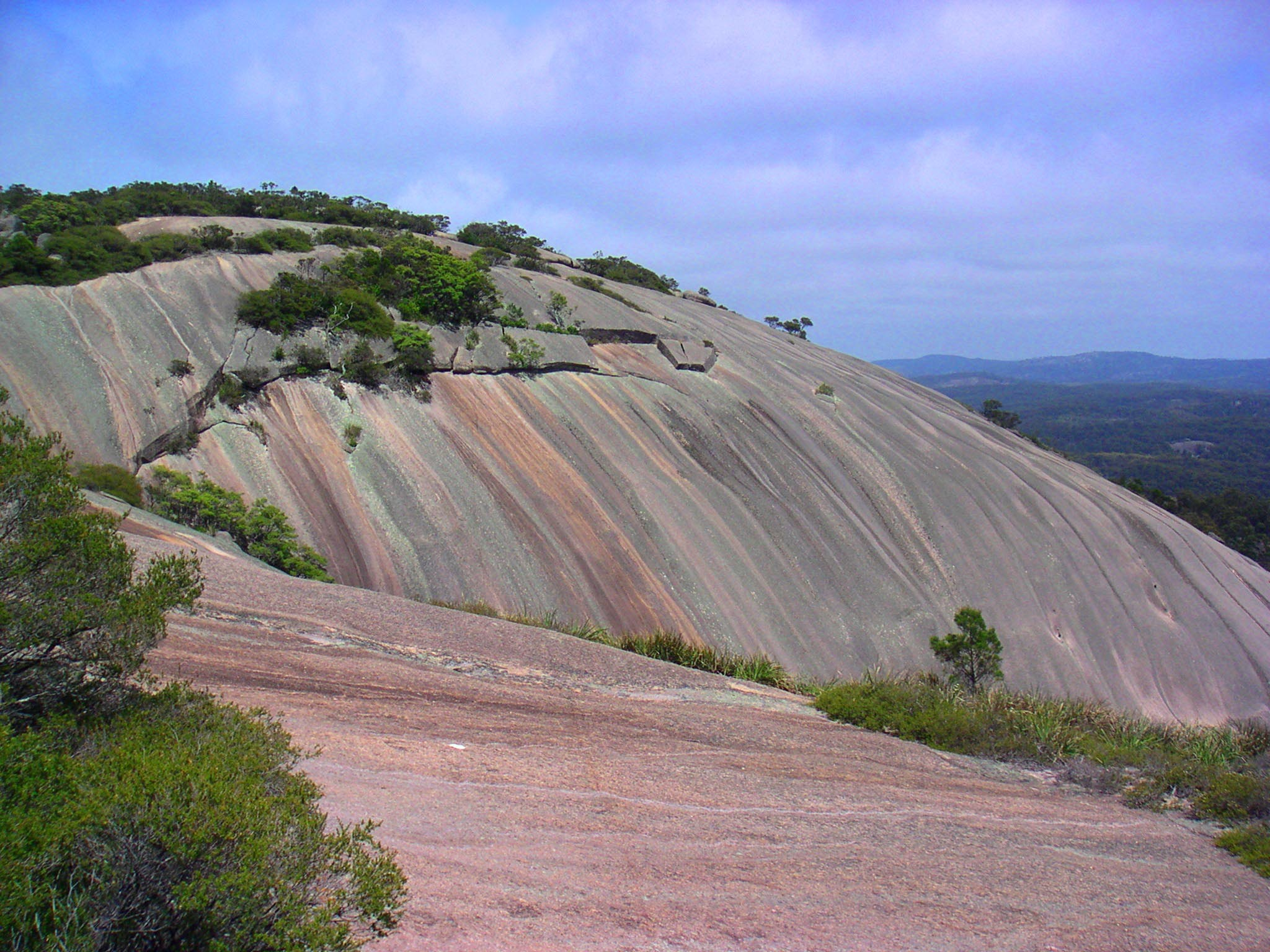